# Kevin Pezzoni
Kevin Pezzoni (ur. 22 marca 1989 we Frankfurcie nad Menem) – niemiecki piłkarz grający na pozycji środkowego obrońcy lub defensywnego pomocnika w SV Wehen Wiesbaden.

## Kariera
Pezzoni w 2001 roku trafił do juniorskiego składu Eintrachtu Frankfurt. Dwa lata później został wypatrzony i ściągnięty przez skautów Blackburn Rovers do klubu z Ewood Park. Po pięciu latach treningów w akademii angielskiego klubu, niemiecki piłkarz przeniósł się do występującego wówczas w 2. Bundeslidze 1. FC Köln. W klubie z Kolonii zadebiutował 23 marca 2008 roku w wygranym 2:1 meczu z SV Wehen Wiesbaden. Pierwszego gola strzelił 25 kwietnia 2008 roku w zremisowanym 3:3 pojedynku z Erzgebirge Aue. Po tym sezonie Köln awansowało do niemieckiej ekstraklasy. Pezzoni w Bundeslidze zadebiutował w szóstej kolejce sezonu 2008/09 - 26 września 2008 roku w wygranym 1:0 meczu z FC Schalke 04. 31 sierpnia 2012 roku rozwiązał kontrakt z kolońskim zespołem. Nowego pracodawcę znalazł dopiero po prawie czterech miesiącach. 21 grudnia podpisał obowiązującą przez kolejne półtora roku umowę z Erzgebirge Aue, które gra w 2. Bundeslidze. W styczniu 2014 roku trafił do 1. FC Saarbrücken. Grał także w szwajcarskim FC Wohlen, a od początku sezonu 2015/2016 jest graczem SV Wehen Wiesbaden.
Pezzoni ma za sobą występy w niemieckich reprezentacjach U-17, U-18, U-19, U-20 i U-21.